# بخش مرکزی شهرستان مروست
بخش مرکزی یکی از بخش‌های شهرستان مروست در استان یزد ایران است.

## تقسیمات کشوری
- بخش مرکزی شهرستان مروست
  - دهستان هرابرجان
  - دهستان مبارکه

شهر: مروست

## جمعیت
براساس سرشماری عمومی نفوس و مسکن در سال ۱۳۹۵، جمعیت بخش مرکزی شهرستان مروست برابر با ۱۲٬۶۲۶ نفر بوده‌است.